# أسل قرمزي
أسل قرمزي (الاسم العلمي: Juncus rubens) نوع نباتي يتبع جنس الأسل وينتمي إلى الفصيلة الأسلية.